# 多斯托雷斯
多斯托雷斯，是西班牙安达卢西亚自治区科尔多瓦省的一个市镇。总面积129平方公里，总人口2632人（2001年），人口密度20人/平方公里。